# أنديجان
أنديجان (بالأوزبكية: Andijon) و هي مدينة تقع في أوزبكستان في ولاية أنديجان. يقدر عدد سكانها بـ 333,400 نسمة ومساحتها 74,3 كم2 وترتفع عن سطح البحر 450 متر. وتقع بالقرب من حدود أوزبكستان مع قيرغيزستان .
أنديجان هي واحدة من أقدم المدن في وادي فرغانة. في بعض أجزاء من المدينة قد وجد علماء الآثار بعض الأشياء التي يعود تاريخها إلى القرن ال7 وال8. تاريخيا، كانت أنديجان مدينة مهمة على
طريق الحرير. المدينة ربما مشهورة جدا باسم مهد بابر حيث بها ولد والذي بعد سلسلة من النكسات، نجح أخيرا في إرساء الأساس لسلالة مغول الهند في شبه القارة الهندية وأصبح أول إمبراطور لمغول الهند، وفي أطراف هذه المدينة يقع ضريح قتيبة بن مسلم الباهلي.

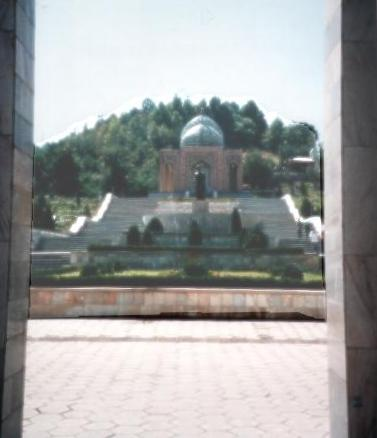
ضريح بابر في أنديجان

## المناخ
يظهر الجدول التالي التغييرات المناخية على مدار السنة لأنديجان:
| البيانات المناخية لـأنديجان                                    | البيانات المناخية لـأنديجان | البيانات المناخية لـأنديجان | البيانات المناخية لـأنديجان | البيانات المناخية لـأنديجان | البيانات المناخية لـأنديجان | البيانات المناخية لـأنديجان | البيانات المناخية لـأنديجان | البيانات المناخية لـأنديجان | البيانات المناخية لـأنديجان | البيانات المناخية لـأنديجان | البيانات المناخية لـأنديجان | البيانات المناخية لـأنديجان | البيانات المناخية لـأنديجان |
| الشهر                                                          | يناير                       | فبراير                      | مارس                        | أبريل                       | مايو                        | يونيو                       | يوليو                       | أغسطس                       | سبتمبر                      | أكتوبر                      | نوفمبر                      | ديسمبر                      | المعدل السنوي               |
| -------------------------------------------------------------- | --------------------------- | --------------------------- | --------------------------- | --------------------------- | --------------------------- | --------------------------- | --------------------------- | --------------------------- | --------------------------- | --------------------------- | --------------------------- | --------------------------- | --------------------------- |
| متوسط درجة الحرارة الكبرى °م (°ف)                              | 3.9 (39.0)                  | 7.5 (45.5)                  | 15.1 (59.2)                 | 22.8 (73.0)                 | 28.1 (82.6)                 | 33.4 (92.1)                 | 34.7 (94.5)                 | 33.0 (91.4)                 | 28.6 (83.5)                 | 21.3 (70.3)                 | 13.2 (55.8)                 | 5.4 (41.7)                  | 20.6 (69.1)                 |
| متوسط درجة الحرارة الصغرى °م (°ف)                              | −3.6 (25.5)                 | −1.4 (29.5)                 | 4.4 (39.9)                  | 10.3 (50.5)                 | 14.9 (58.8)                 | 18.9 (66.0)                 | 20.4 (68.7)                 | 18.6 (65.5)                 | 13.6 (56.5)                 | 7.4 (45.3)                  | 2.4 (36.3)                  | −2.0 (28.4)                 | 8.7 (47.6)                  |
| الهطول مم (إنش)                                                | 22.9 (0.90)                 | 30.6 (1.20)                 | 34.1 (1.34)                 | 26.5 (1.04)                 | 24.7 (0.97)                 | 11.8 (0.46)                 | 4.9 (0.19)                  | 3.0 (0.12)                  | 4.0 (0.16)                  | 22.0 (0.87)                 | 28.2 (1.11)                 | 34.2 (1.35)                 | 246.9 (9.71)                |
| متوسط أيام هطول الأمطار                                        | 8                           | 10                          | 10                          | 9                           | 10                          | 7                           | 5                           | 3                           | 3                           | 5                           | 7                           | 8                           | 85                          |
| متوسط الرطوبة النسبية (%)                                      | 84                          | 81                          | 72                          | 62                          | 54                          | 46                          | 50                          | 57                          | 60                          | 68                          | 77                          | 86                          | 66                          |
| ساعات سطوع الشمس الشهرية                                       | 87.7                        | 100.6                       | 151.7                       | 206.3                       | 277.2                       | 334.3                       | 357.7                       | 339.3                       | 289.7                       | 216.6                       | 139.6                       | 77.4                        | 2٬578٫1                     |
| المصدر #1: Centre of Hydrometeorological Service of Uzbekistan |                             |                             |                             |                             |                             |                             |                             |                             |                             |                             |                             |                             |                             |
| المصدر #2: NOAA (sun and humidity 1961-1990)                   |                             |                             |                             |                             |                             |                             |                             |                             |                             |                             |                             |                             |                             |

## أعلام
- باهوديرجون سلطانوف
- روبرت إيلاتوف
- جاسوربيك لاتيبوف
- حسن بوي دوسماتوف
- أوتكيربيك هيدروف